# 拉努喬·法爾內塞 (樞機)

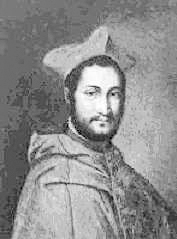
擔任樞機時期的拉努喬·法爾內塞

拉努喬·法爾內塞（義大利語：Ranuccio Farnese，1530年8月11日—1565年10月29日），義大利教士，1545年起任西西里墨西拿聖塔露琪亞教區樞機直至1565年逝世。
拉努喬·法爾內塞生於瓦倫塔諾。1540年成為馬爾他騎士團在威尼斯重要修院聖喬凡尼·德·福爾拉尼（San Giovanni dei Forlani）的院長。其父帕爾馬首任公爵皮埃爾·路易吉·法爾內塞是教宗保祿三世私生子。1544年拉努喬十四歲時被他的祖父保祿三世任命為那不勒斯總主教，次年擢升為樞機。因其年幼，得綽號 “小樞機”(cardinalino) 。拉努喬的哥哥奥塔維奥·法爾內塞繼承帕爾馬公爵之位。
拉努喬·法爾內塞身邊聚集了德拉卡薩、安尼巴萊·卡羅、拉提諾·拉提尼等人文主義學者，他是西古尼烏斯、吉安·文琴佐·皮內利、烏利塞·阿爾德羅萬迪等學者的贊助者。他委任富爾維奧·奧爾西尼掌管法爾內塞宫的藏書，並支持費德里哥·哥曼迪諾的數學研究。
拉努喬身後葬於羅馬聖若望拉特朗大殿。